# Album de finissants

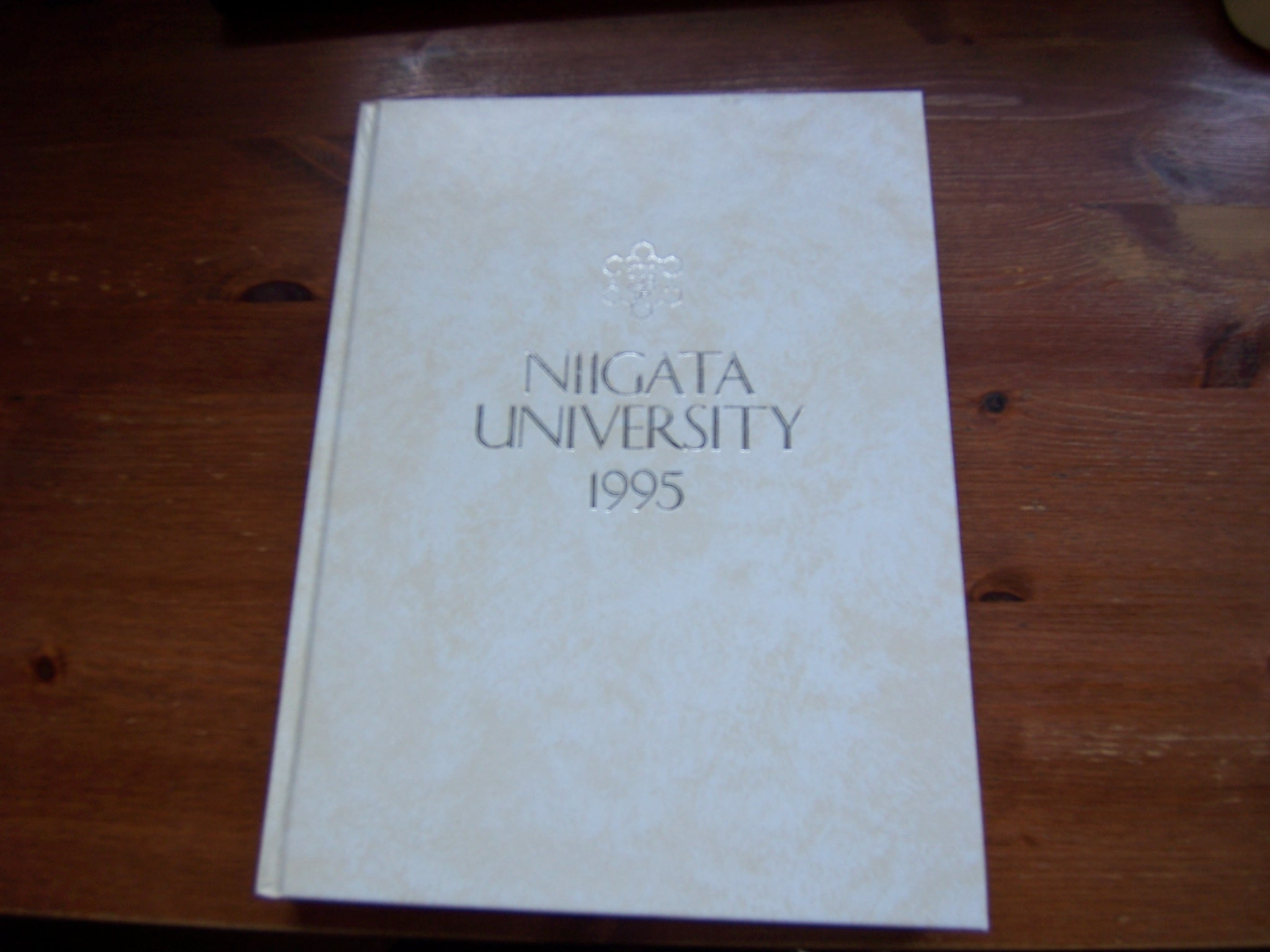
Album 1995 de l'Université japonaise de Niigata.

Un yearbook, album de finissants (au Québec) ou album de promotion, est un livre recensant les principaux événements de l'année passée d'une école ainsi que les photos et noms des élèves. La quasi-totalité des lycées (high school) et universités (college) américains, canadiens et australiens publient un yearbook. Le terme peut aussi avoir un autre sens en anglais : une collection de faits ou statistiques publiée annuellement.
En dehors du monde anglo-saxon, d'autres livres sont également publiés par les lycées, grandes écoles et universités : en Allemagne, les « Abizeitung » sont publiés par les élèves passant leur Abitur (équivalent du baccalauréat), tandis qu'en France, le « trombi » ou « trombinoscope » est publié par les étudiants des universités et grandes écoles, sans toutefois intégrer une collection des faits marquants de l'année.

## Albums par pays

### Allemagne

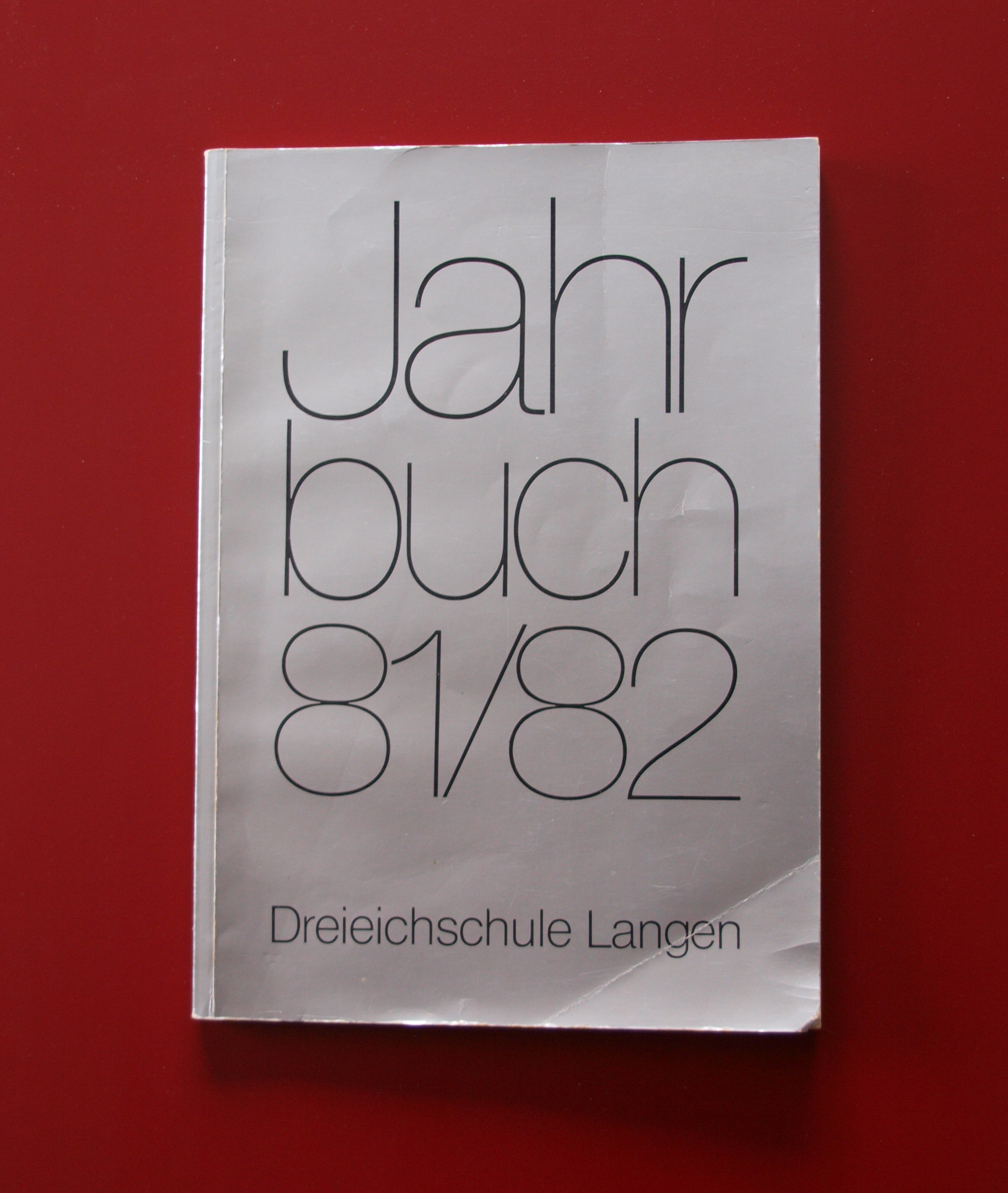
Exemple de couverture d'un Abiturzeitung.

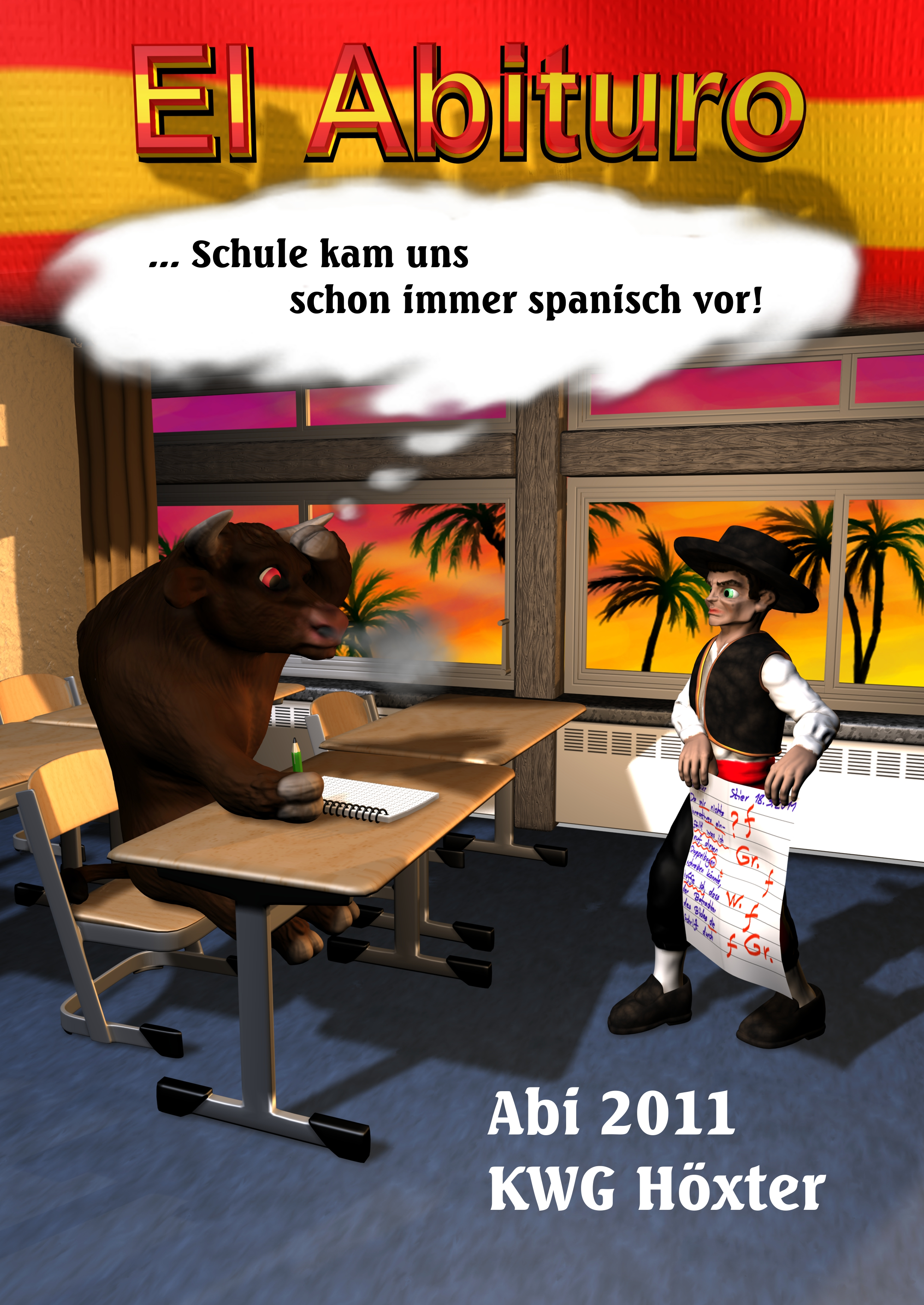
Exemple de couverture d'un Abiturzeitung.

L'Abiturzeitung, en français « journal du secondaire », aussi abrégée Abizeitung, Abi(tur)buch ou Maturazeitung, est le livre de souvenir de la dernière année de Gymnasium,.
Ils sont produits par les finissants du secondaire eux-mêmes. Bien souvent chaque élève peut participer et le travail éditorial est généralement fait par un petit groupe de bénévoles. La date de sortie est généralement après la fin officielle de l’année, par exemple après un bal de fin d'année. 
Les principaux destinataires du journal sont les étudiants, leurs familles et leurs amis afin qu'ils se rappellent l’école et le corps étudiant. Pour permettre de rentabiliser économiquement la production, les ventes sont souvent étendus aux étudiants, aux parents et aux enseignants.

### Australie
Les yearbooks australiens ont une structure assez différente des yearbooks d'Amérique du Nord. Ils sont plutôt considérés comme un magazine annuel de l'école, centré sur un recensement objectif des événements de l'année passée. La vie des élèves y est peu présente, l'édition est organisée directement par un ou deux professeurs, sans impliquer grandement les élèves. Contrairement aux États-Unis, les yearbooks australiens n'ont pas de couverture cartonnée. Pour pallier l'absence de vie étudiante dans les yearbooks, les élèves publient eux-mêmes un livre « Year 12 » permettant à chaque étudiant de s'exprimer au travers de réponses à divers questionnaires. Ces livres ont une vocation moins sérieuse et comprennent de nombreuses photos de groupes, collages, citations, contenus humoristiques. Ces livres ne traitent pas de la vie académique ou sportive de l'école, puisque ces sujets sont déjà traités par le yearbook officiel de l'école. Les « Year 12 » sont créés quasiment entièrement par les élèves, avec l'aide d'un membre de l'école, qui peut être le conseiller d'éducation, fournissant conseils et supervision.

### Canada et États-Unis
Avant le lycée, les écoles primaires (elementary school) et collèges (middle school) ont une équipe spécialisée chargée de rassembler les données du yearbook, avec ou sans l'aide des élèves. Ces livres ont en général une pagination bien inférieure à celle des yearbooks de lycées et universités.
Les yearbooks de lycées traitent de sujets variés : la vie des élèves, les différentes spécialités étudiées, la vie sportive, les événements majeurs, etc. Une partie du livre présente une photo de chaque élève ainsi que de chaque association ou club. L'équipe responsable du yearbook est constituée d'élèves du lycée, aidés par un ou plusieurs conseillers qui ont également d'autres responsabilités dans l'école (professeur d'art, d'informatique, de littérature…). L'équipe du yearbook est constituée de diverses manières : soit par un groupe de volontaires, soit le projet est considéré comme une « matière », soit le projet est assigné aux élèves terminant leurs études.
Les yearbooks d'universités ont souvent le même format. Ils incluent un récapitulatif détaillé de la vie sportive (football américain, basketball). Les yearbooks d'universités sont considérés par l’Associated Collegiate Press (ACP) comme une forme de journalisme. L'ACP organise chaque année une compétition (« Pacemaker ») pour déterminer les meilleurs yearbooks de l'année.

### Québec: album de finissants
Contrairement à la France, où le yearbook évoque plutôt un produit typiquement américain dont l'usage n'est pas répandu parmi les étudiants de l'hexagone (sauf grandes écoles), les étudiants québécois éditent un « album de finissants », terme courant que l'on peut retrouver par exemple dans la littérature québécoise, comme le signale le dictionnaire « Antidote » :
- « Tout ce que vous avez besoin de savoir, c’est que nous avons mis la main sur l’album des finissants. » — François Gravel, Sekhmet, la déesse sauvage, Québec Amérique
- « Une séance de signatures couronne le tout, comme pour un album de finissants… comme pour une réunion d’écrivains. » — Reynald Cantin, Le Lac disparu, Québec Amérique

## Production et distribution

### Rédaction
Les yearbooks sont rédigés par un groupe d'étudiants qui peut recevoir les conseils d'un membre de son école. Ce groupe a en général un ou plusieurs rédacteurs chargés de collecter et compiler l'information qui doit être contenue dans le livre, le groupe décide de la mise en page et de la répartition de l'espace entre les différents collaborateurs.

#### Rubriques
La plupart des yearbooks ont le même format, incluant une photographie individuelle de chaque étudiant, des informations sur les activités sportives ou extrascolaires.

##### Les personnes (étudiants en dernière année, autres années, corps enseignant)

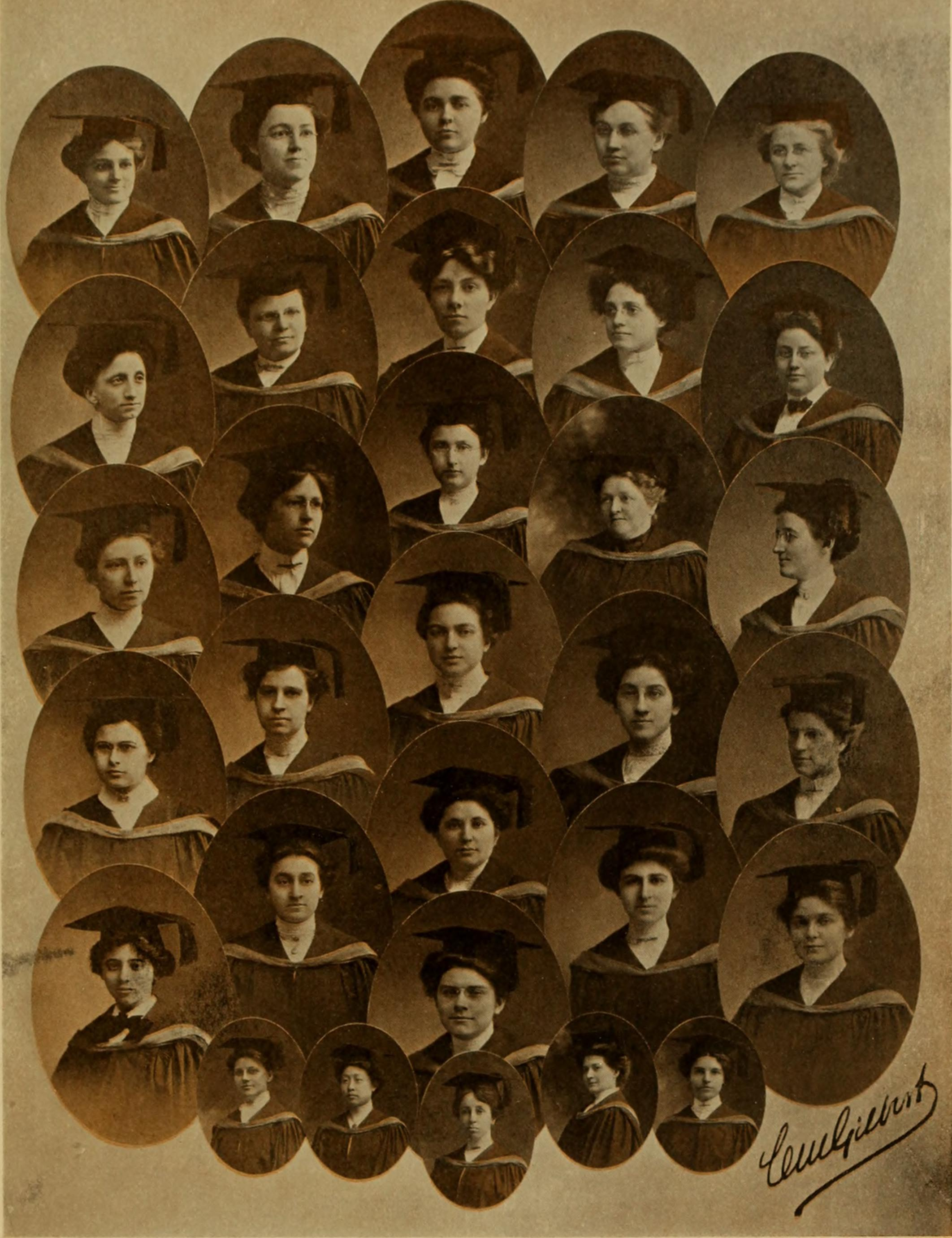
Galerie de photos des lauréates 1911 du Woman's Medical College of Pennsylvania de Philadelphie.

Aux États-Unis, où un yearbook traite de l'ensemble de l'école et pas seulement des étudiants de dernière année, cette rubrique est classée chronologiquement par niveau : freshmen (première année), sophomore (deuxième année), junior et senior, par ordre croissant ou décroissant. Normalement, chaque étudiant dispose d'une photo individuelle accompagnée de son nom et d'une ou deux lignes de texte. Les photographies des élèves senior sont en général plus grandes que celles des autres années et sont souvent accompagnées d'une liste des exploits, réalisations ainsi que des futurs projets du futur diplômé. Par ailleurs, dans certains lycées, les photos des Senior sont en couleur alors que celles des autres années sont en noir et blanc. Il est courant de demander aux seniors de répondre à divers sondages pour élire les camarades de classe en fonction de différents superlatifs (par exemple « a le plus de chances de réussir », « le plus sportif », « le plus courageux », « clown de la classe »…), les vainqueurs étant ensuite publiés dans la rubrique senior. Quelques écoles privées et des lycées de petite taille proposent une page entière pour chaque étudiant senior. Ces pages sont parfois mises en page par les étudiants eux-mêmes, qui remettent pour cela une version papier ou digitale de la page qu'ils souhaitent voir publiée dans le livre.
Le Picture Day (« le jour de la photo ») est le jour de l'année aux États-Unis où un photographe professionnel fait les portraits de chaque élève. Les parents peuvent par la suite acheter différents formats imprimés de ces portraits. Ces portraits sont souvent utilisés pour le yearbook de l'école qui est ensuite distribué à la fin de l'année scolaire.
Au Royaume-Uni et dans d'autres pays, les yearbooks ne traitent que des étudiants de dernière année, chaque étudiant répond alors à diverses questions pour lesquelles il a plus de place de s'exprimer, ses réponses sont accompagnées de sa ou de ses photos. Pour la onzième année (Year 11) en Angleterre et au pays de Galles, les élèves sont regroupés par classe, tandis que la treizième année (Year 13) n'est pas regroupée par classe, mais plutôt simplement ordonnée par ordre alphabétique. Dans ces pays, il est courant que chaque élève dispose d'un quart de page à une page entière, en fonction du budget disponible pour le yearbook. Le comité éditorial choisit les questions auxquelles les élèves devront répondre (comme « Professeur préféré ? » ou « Où serez-vous dans 5 ans ? ») et ces réponses apparaissent à côté de la photo de chaque élève. Ces photos et réponses sont de plus en plus collectées via internet.

##### Vie étudiante
Plusieurs pages sont consacrées aux activités extrascolaires des élèves, comme un voyage à l'étranger, une visite d'un lieu extérieur à l'école, les activités sportives ainsi que tout autre événement spécial. Ces pages font la part belle aux photos, accompagnées parfois de commentaires.
Parfois les membres du yearbook écrivent un éditorial ainsi que des articles au sujet de la vie étudiante mais aussi de l'actualité locale, nationale et internationale, ou encore au sujet de tout centre d'intérêt de leurs camarades de classe.
Dans les livres ayant des pages en couleur et en noir et blanc, les pages consacrées aux photos (collages ou photos de groupes) sont celles en couleurs, les autres étant en noir et blanc, afin de réduire les coûts d'impression.

##### Les études
Où l'on parle des différentes classes, de leurs projets, de tous les sujets éducatifs qui ont marqué l'année.

##### Clubs
Cette rubrique décrit la vie associative. Ces descriptions sont souvent accompagnées de photos des membres du club ainsi que d'une liste de ses membres.

##### Sports

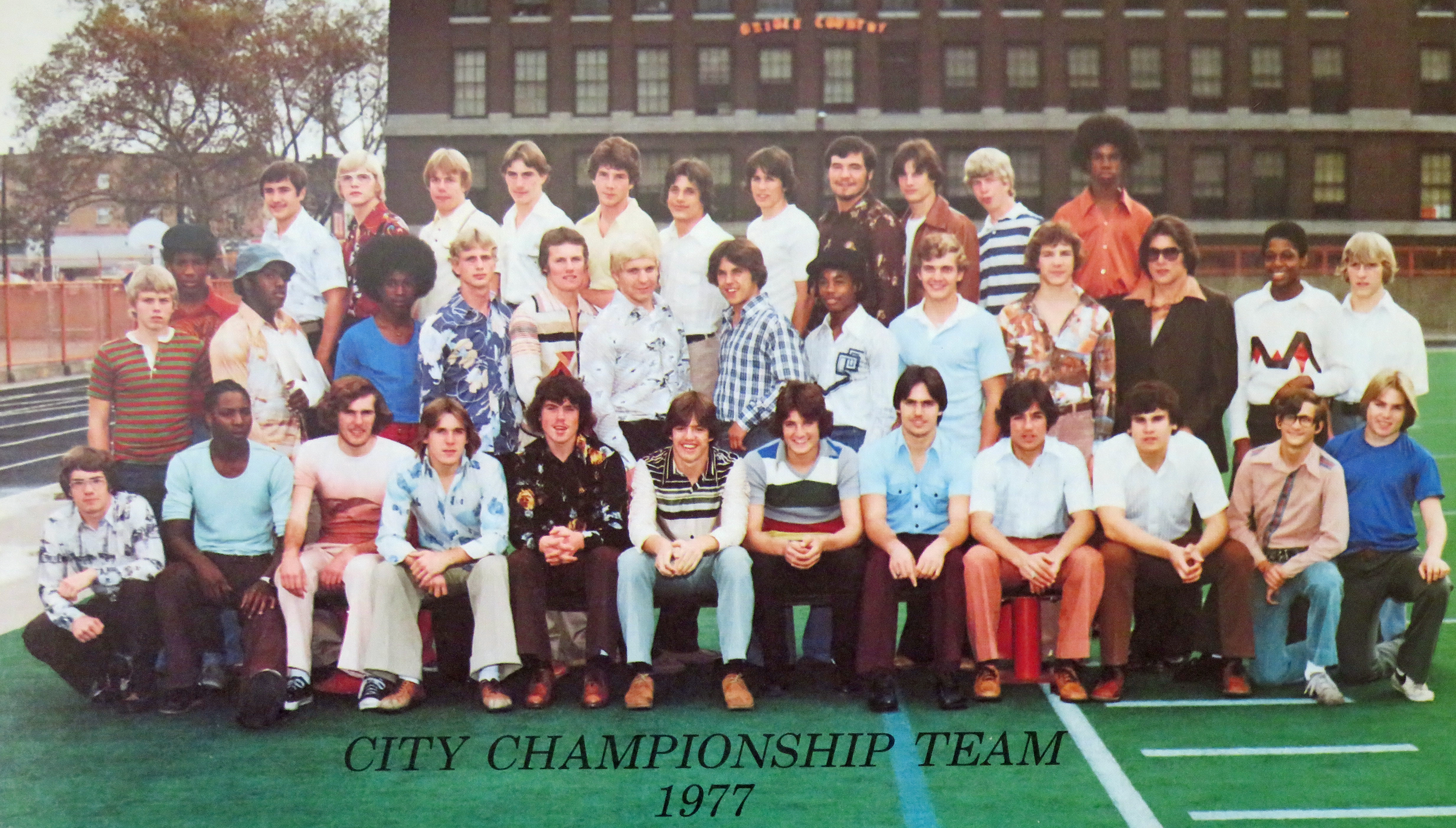
Photo d'une équipe sportive dans un yearbook américain de 1977.

Souvent classée par saison ou par club, ces pages font la chronique des exploits des équipes de l'école. Ainsi qu'un article court listant les grands moments de la saison, ces pages incluent des photographies des équipes et des moments marquants des matchs.
Aux États-Unis, les yearbooks incluent des pages consacrées aux rencontres inter-universitaires (varsity match) classés par classe (junior, sophomore, freshman…) pour chaque sport. Les plus grands exploits sont souvent inclus en début de yearbook, en plus de la page habituelle.

##### En souvenir de…
Souvent, les étudiants sont confrontés au décès d'un camarade de classe ou d'un professeur des suites d'une maladie, d'un suicide, d'un accident… Dans ces cas, une page en leur mémoire leur est consacrée afin de faire leur éloge. Cette page comprend en général une photo de l'étudiant ou du professeur, une courte biographie, une photo des jours meilleurs, un bref article expliquant le décès, ainsi que quelques mots inspirés, poésie, ou autres mots écrits par un ou des amis proches. Cette page peut aussi inclure des souvenirs de professeurs, amis et famille.

##### Pages publicitaires
Beaucoup de yearbooks sont financés en partie par la publicité d'entreprises de la ville de l'école. Certaines écoles vendent également des emplacements publicitaires aux familles, afin que les parents et amis puissent féliciter leur progéniture fraîchement diplômée.

##### Index
Un index liste les pages auxquelles on peut retrouver chaque personne présente dans le yearbook. Un rédacteur tient une liste de qui est présent sur chaque page, afin de garantir l'exactitude de cet index. L'index n'a pas toujours été présent dans les yearbooks, en particulier pour ceux des lycées, car il était long à créer, mais avec l'informatique (Sonar Bookends, Webdexer), il est à présent plus facile d'accomplir cette tâche.

##### Colophon
C'est la dernière page du livre. Le colophon liste les membres de l'équipe qui a publié le yearbook. Cette page comprend un bref texte écrit par le rédacteur en chef. Le colophon comporte également des informations techniques telles que le nom de l'éditeur, le nombre total de pages, le poids.

##### Page signature ou autographes
Beaucoup de yearbooks comprennent quelques pages qui seront laissées vides afin de permettre aux lecteurs et amis d'écrire un message au sujet de l'année écoulée.

### Mise en page
Par le passé, les yearbooks étaient mis en page à la main ou à la dactylo, avec les photographies littéralement coupées et collées sur des pages. Le travail était fastidieux, et demandait de nombreux contacts avec l'éditeur du yearbook. Aujourd'hui, la quasi-totalité des yearbooks est publiée en utilisant des ordinateurs, rendant le processus beaucoup plus simple et rapide. Certains éditeurs de yearbooks ont des accords avec les écoles grâce auxquels l'équipe de l'école n'a qu'à envoyer les photos et textes à l'éditeur, qui se charge de la mise en page et soumet ensuite un produit mis en page, clé en main à l'école.
Les étudiants mettent en page les yearbooks à l'aide d'un programme de type Adobe PageMaker, Adobe InDesign ou QuarkXPress. Les étudiants peuvent rapidement changer la taille et la place des photographies et textes afin d'optimiser l'espace disponible. Certains éditeurs de yearbooks fournissent des logiciels destinés à la mise en page de yearbooks. Ces programmes aux fonctionnalités réduites permettent aux amateurs de simplement positionner des photos sur une page et placer du texte autour, ainsi que de choisir parmi une liste de mise en page préétablies.

### Distribution
Souvent, les yearbooks sont distribués à la fin de l'année scolaire pour permettre aux élèves de laisser leurs camarades de classe écrire une signature ou un message personnel sur leur exemplaire.
Aux États-Unis, ceux qui distribuent en fin d'année publient parfois un supplément incluant les derniers événements de l'année — gala de fin d'année (prom) et cérémonie de remise des diplômes (graduation).
Certaines écoles distribuent les yearbooks un peu plus tard, en juillet, ou à la rentrée (Homecoming) en septembre ou en octobre, ou à d'autres moments de l'année, afin d'inclure les événements ayant eu lieu en fin d'année. Parfois, les yearbooks sont envoyés par courrier à l'adresse des parents des diplômés.

### Principaux éditeurs deyearbooks
États-Unis :
- Walsworth Yearbooks : maison d'édition créée en 1937, premier yearbook publié en 1947
- Taylor Publishing Company : appartient à présent à Balfour, un fabricant et distributeur de class ring

Québec :
- Laurentien
- Jostensquebec

Australie :
- Fusion Yearbooks

Nouvelle-Zélande :
- Fusion Yearbooks New-Zealand

France :
- Yearbook Memories
- 1Year1Book
- KOOBBOOK.ORG
- Jostens

Belgique :
- Yearbook Memories
- 1Year1Book

Suisse :
- Yearbook Memories
- 1Year1Book

Pays-Bas:
- Yearbook Memories

Luxembourg :
- Yearbook Memories

Allemagne :
- abschlusszeit.de, abibuch.de, abitogo24.de

## Yearbooksdans la culture
Le yearbook est très présent dans les séries télévisées américaines, c'est un élément iconique de la culture américaine.

### Série télévisée
Buffy contre les vampires, épisode Homecoming (saison 3, épisode 5) : Buffy rate l'occasion d'avoir sa photo pour le yearbook et panique à l'idée d'être oubliée ; le fait d'apparaître dans le yearbook étant une preuve que l'on a existé.
Dans les séries suivantes, des adultes regardent avec nostalgie leur yearbook :
- Friends (saison 8, épisode 9)
- Le Monde de Joan (saison 2, épisode 2)
- Voilà ! (saison 2, épisode 10)
- Zoé (saison 2, épisode 2)
- New York, police judiciaire (Law and Order), saison 13, épisode 2 : Des policiers utilisent des yearbooks pour vérifier des faits et résoudre une enquête criminelle.

### Autre
Application iPhone : « Yearbook Yourself » permet à tout un chacun de se déguiser en portrait de yearbook des années 1960.